# Береснёв, Николай Яковлевич
Николай Яковлевич Береснёв (26 июня 1893 — 12 июля 1965, Ленинград) — советский режиссёр театра и кино, сценарист. Герой Первой мировой войны, полный Георгиевский кавалер.

## Биография
В 1915 году окончил класс режиссуры театральной школы Ф. Комиссаржевского. Участник Первой мировой войны. Офицер. За храбрость был награждён Георгиевскими крестами всех четырёх степеней.
В 1920-е годы — режиссёр театров Москвы и Ленинграда (в том числе, 1-го Московского театра Пролеткульта), сотрудничал с В. Э. Мейерхольдом.
В 1926—1933 гг. — режиссёр и сценарист киностудий «Ленфильм», затем в 1936—1938 — на «Белгоскино».
Участник Великой Отечественной войны. Будучи уже непризывного возраста, добился отправки на фронт, воевал. Стал кавалером Ордена Славы III степени, награждён медалью «За отвагу».
С 1949 работал на Ленинградской киностудии научно-популярных фильмов. Видный режиссёр научно-популярного искусствоведческого кино. Среди его лучших режиссёрских работ в этой области: «Государственный Эрмитаж» (1955), «Выставка Дрезденской картинной галереи» (1955), «Художники-баталисты» (1957), «Советская батальная живопись» (1958), «Гоголь в Петербурге» (1959), «Искусство реставрации» (1959), «Художник Валентин Серов» (1961) и др.
Похоронен на Северном кладбище Санкт-Петербурга.

## Режиссёрские работы
- 1928 — Золотой мёд (с В. Петровым)
- 1929 — Конница скачет
- 1931 — Разгром (фильм по Александру Фадееву)
- 1933 — Анненковщина

## Сценарии
- 1928 — Золотой мёд (с В. Петровым) (о детской трудовой коммуне)
- 1929 — Конница скачет (о гражданской войне)
- 1930 — Сын страны
- 1931 — Разгром (о гражданской войне)
- 1933 — Анненковщина (о гражданской войне)